# Lacconectus formosanus
Lacconectus formosanus är en skalbaggsart som först beskrevs av Toshiro Kamiya 1938.  Lacconectus formosanus ingår i släktet Lacconectus och familjen dykare. Inga underarter finns listade i Catalogue of Life.